# 柴田美咲
柴田 美咲（しばた みさき、1991年12月6日 - ）は、日本の元女優。福岡県出身。シネマクトに所属していた。

## 来歴・人物
『福岡アジアコレクション2010 シンデレラガールコンテスト』でファイナリストとなり、これがきっかけの一つとなって芸能界デビュー。筑紫野市立筑紫野南中学校卒業。福岡県立筑紫高等学校卒業。
特技は剣道（型で県大会3位になったことあり）、素潜り。趣味は登山、自転車。大学生時代には、都内の女子大学から立川市内の公園まで往復約70kmを自転車で走破したことがあり、またアルバイト先へも往復約20kmを自転車で通っていたほどである。
目標とする女優は国仲涼子。管理栄養士の資格を持っている。
まだ女優の卵と言われていた2013年5月に、持ち前の体力などを買われて日本テレビ『幸せ!ボンビーガール』の『ボンビーガール沖縄出張所』の企画の出演者に選ばれ、以後『柴田美咲のテント生活』を経て、鹿児島県薩摩川内市甑島の地域おこし協力隊員に就任し『柴田美咲の地域おこし協力隊』と続けて出演した。
2024年1月、バラエティ番組「しゃべくり007」に、お笑いコンビハリセンボンの関係者として出演。芸能界を引退し、2児の母であることを告白した。

## 出演

### テレビドラマ
- 地獄先生ぬ〜べ〜（2014年10月 - 12月、日本テレビ） - 喜屋武ひとみ 役
- 家売るオンナ 第2話（2016年7月20日、日本テレビ） - テレビリポーター 役
- ドクターX〜外科医・大門未知子〜第5シリーズ（2017年10月 - 12月、テレビ朝日） - 河原里美 役

### テレビバラエティ
- 輝きYELL!（日本テレビ）
- run for money 逃走中（フジテレビ）
- GIVE&TAKE（フジテレビ）
- ジェネレーション天国（フジテレビ）
- エブリワン（日本海テレビ）
- 幸せ!ボンビーガール（日本テレビ）- 2013年5月14日から出演していた。
- ひるブラ（NHK総合テレビ）
- パンサーの競輪はじめました。（2017年11月11・18日、BS日テレ）

### CM
- HEIWA「みらいなう」
- ゲオモバイル
- 山元酒造：蔵の神

### 映画
- 任侠野郎（2016年6月4日公開）